# Santolina
 Santolina Carl Linnaeus, 1753 è un genere di piante angiosperme dicotiledoni della famiglia delle Asteraceae, sottofamiglia Asteroideae, tribù Anthemideae (Mediterranean clade) e sottotribù Santolininae.

## Etimologia
Il nome del genere deriva da due parole latine "sanctus" (= sacro) e "linum" (= lino).
Il nome scientifico del genere è stato definito dal botanico Carl Linnaeus (1707-1778) nella pubblicazione " Species Plantarum" ( Sp. Pl. 2: 842 ) del 1753.

## Descrizione

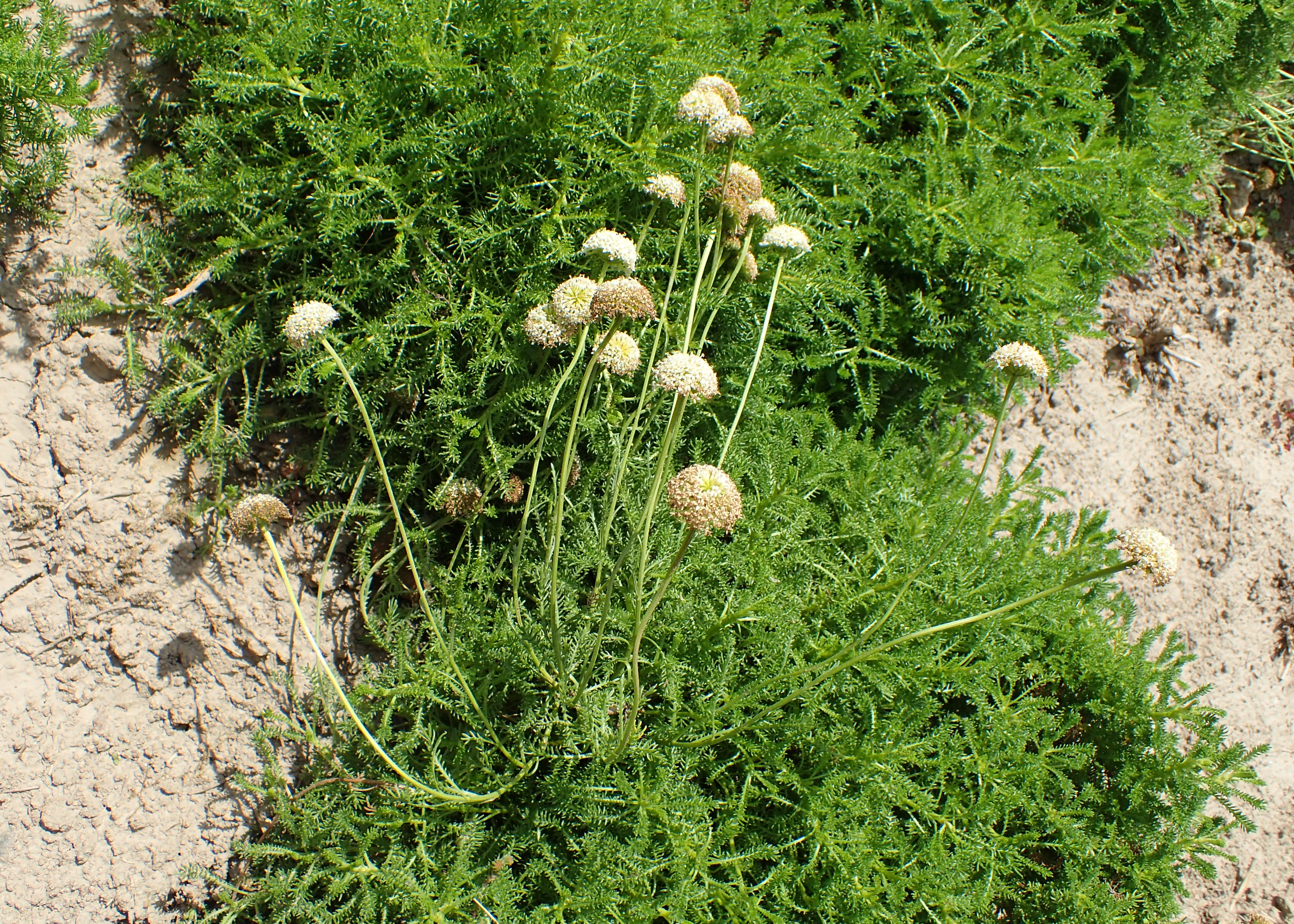
Il portamento
Santolina pinnata

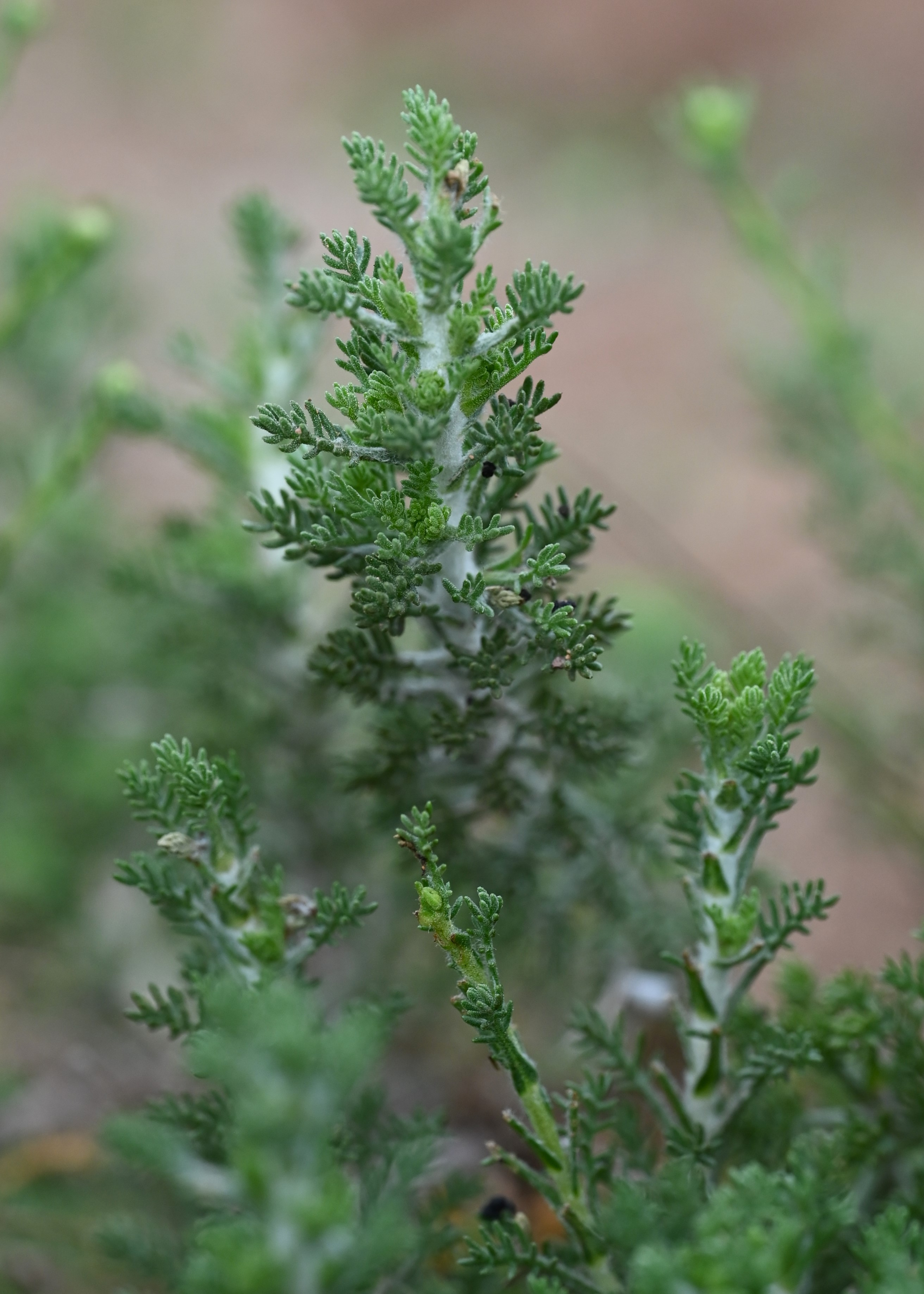
Le foglie
Santolina viscosa

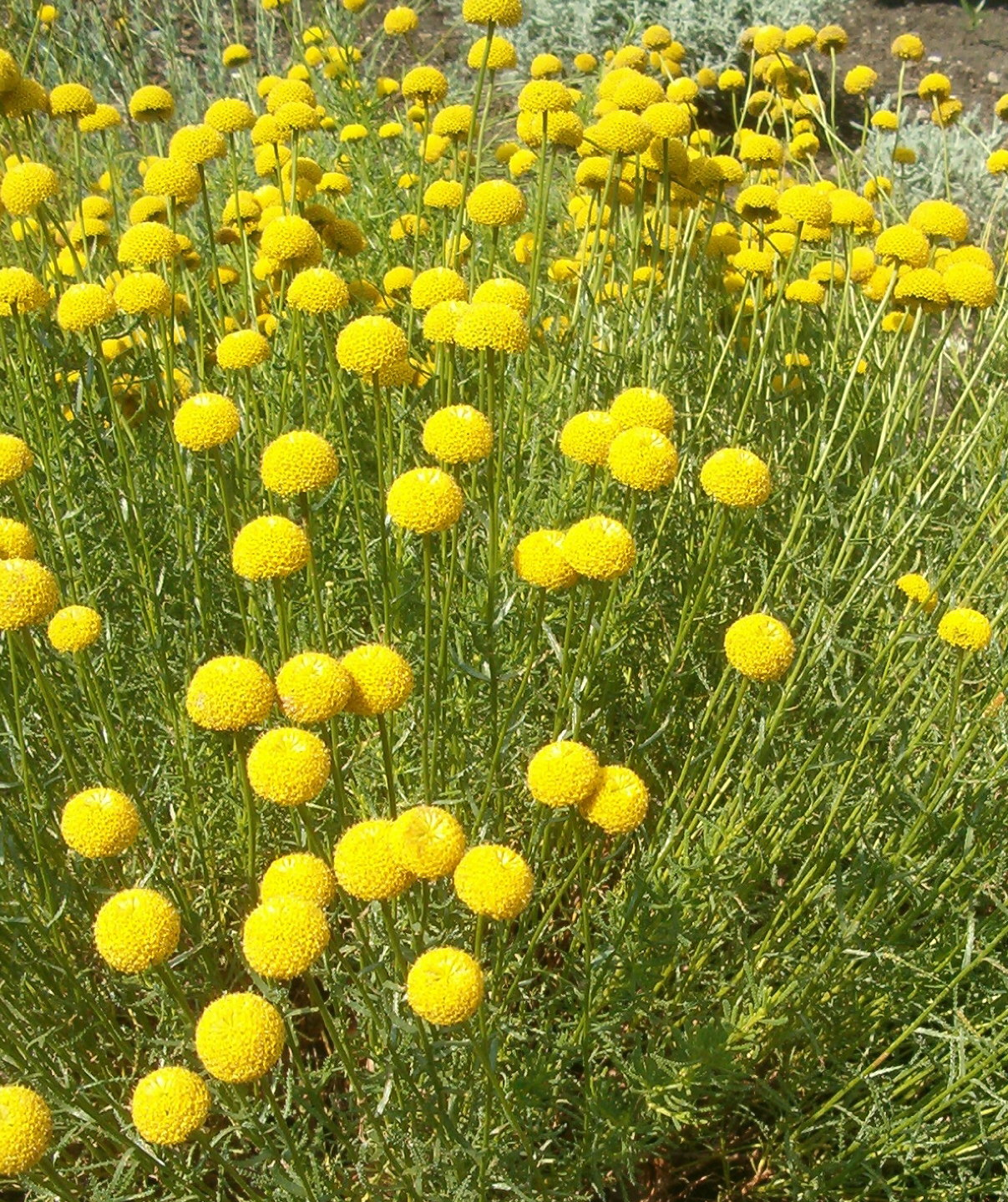
Infiorescenza
Santolina rosmarinifolia

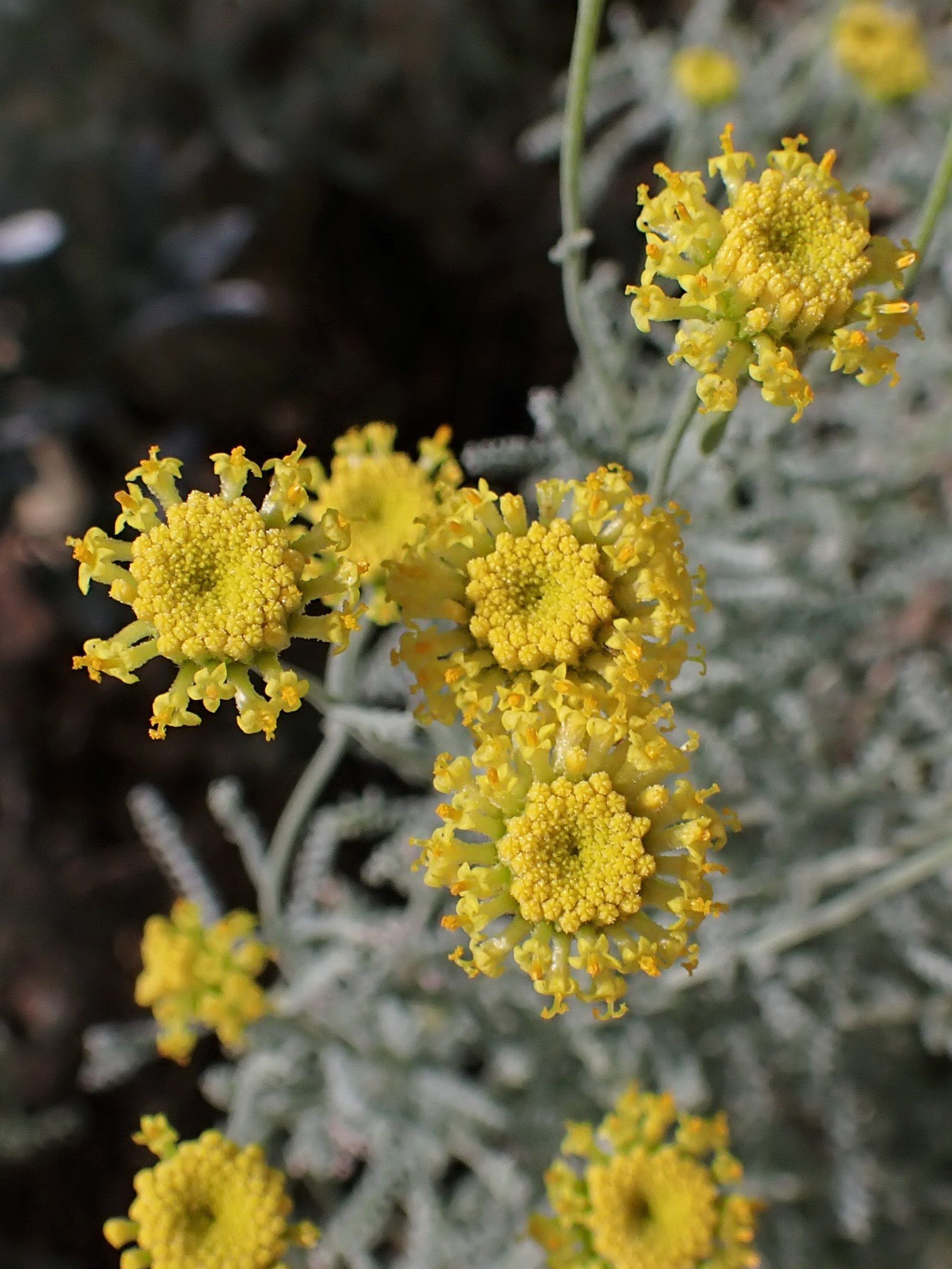
I fiori
Santolina corsica

Portamento. Le specie di questo genere sono delle erbe perenni arbustive (suffruticose) e in alcune specie sono rizomatose e aromatiche. Nell'indumento di queste piante possono essere presenti peli di tipo basifisso.
Fusto. La parte aerea in genere è eretta, semplice o ramosa soprattutto dalla base. Le superfici sono spesso da tomentose a lanose, talvolta glabre o punteggiate di ghiandole. Altezza media:10-60 cm.
Foglie. Le foglie lungo il caule in genere sono disposte in modo alterno. Picciolate quelle basali e sessili quelle cauline. La lamina a contorno strettamente oblungo o da spatolato a lineare, può essere intera, dentata o lobata fino a 2-3-pennatifide (in alcune specie è vermiforme). Le facce sono solitamente aracnose o da tomentose a lanose, talvolta sono glabre.
Infiorescenza. Le sinflorescenze sono formate da capolini o solitari o raccolti in modo corimboso. Le infiorescenze vere e proprie sono composte da un capolino terminale peduncolato di tipo discoide. I capolini sono formati da un involucro, con forme emisferiche, composto da 18-45 brattee, al cui interno un ricettacolo fa da base ai fiori di due tipi: fiori del raggio (qui assenti) e fiori del disco. Le brattee, da piatte a carenate, a consistenza erbacea, con forme da lanceolate a ellittiche, scariose all'apice con margini da chiari a scuri, sono disposte in modo più o meno embricato su 3-4 serie. Il ricettacolo, emisferico, è provvisto di pagliette avvolgenti la base dei fiori. Le pagliette del ricettacolo sono piatte o leggermente canalicolate con condotti resinosi centrali. Diametro dell'involucro: 6-10 mm.
Fiori.  I fiori sono tetra-ciclici (formati cioè da 4 verticilli: calice – corolla – androceo – gineceo) e pentameri (calice e corolla formati da 5 elementi). Si distinguono in:
- fiori del raggio (esterni): sono assenti;
- fiori del disco (centrali): sono numerosi (da 60 a 250) con forme brevemente tubulose (attinomorfe); sono ermafroditi e fertili.

- Formula fiorale:

*/x K {\displaystyle \infty }, [C (5), A (5)], G 2 (infero), achenio
- Calice: i sepali del calice sono ridotti ad una coroncina di squame.

- Corolla: (solo fiori del disco) la forma è tubulare bruscamente divaricata in 5 lobi; i lobi, patenti o eretti, hanno una forma più o meno lanceolata/ovata; il colore in genere è giallo o bianco. Alla base la corolla è saccata.

- Androceo: l'androceo è formato da 5 stami (alternati ai lobi della corolla) sorretti da filamenti generalmente liberi con collare filamentare a forma di balaustra. Gli stami sono connati e formano un manicotto circondante lo stilo. Le antere possono essere sia di tipo basifissa che medifissa (ossia attaccate al filamento per la base – nel primo caso; oppure in un punto intermedio – nel secondo caso).[12] Questa caratteristica ha valore tassonomico in quanto distingue i generi gli uni dagli altri. Il tessuto endoteciale (rivestimento interno dell'antera) non è polarizzato. Il polline è sferico con un diametro medio di circa 25 micron;  è tricolporato (con tre aperture sia di tipo a fessura che tipo isodiametrica o poro) ed è echinato (con punte sporgenti).

- Gineceo: l'ovario è infero uniloculare formato da 2 carpelli. Lo stilo (il recettore del polline) è profondamente bifido (con due stigmi divergenti) e con le linee stigmatiche marginali separate o contigue. I due bracci dello stilo hanno una forma troncata e possono essere papillosi o ricoperti da ciuffi di peli.

Frutti. I frutti sono degli acheni, senza pappo, con un pericarpo sottile. La forma degli acheni è obconica con sezione rotonda o talvolta dorsoventralmente piatta; ai lati sono percorsi da 3-5 angolature longitudinali. L'apice è marginalmente arrotondato. Il pericarpo non sempre è provvisto di cellule mucillaginifere (le sacche di resina sono assenti).

## Biologia
Impollinazione: l'impollinazione avviene tramite insetti (impollinazione entomogama tramite farfalle diurne e notturne).

Riproduzione: la fecondazione avviene fondamentalmente tramite l'impollinazione dei fiori (vedi sopra).

Dispersione: i frutti (gli acheni) cadendo a terra sono successivamente dispersi soprattutto da insetti tipo formiche (disseminazione mirmecoria). In questo tipo di piante avviene anche un altro tipo di dispersione: zoocoria. Infatti gli uncini delle brattee dell'involucro (se presenti) si agganciano ai peli degli animali di passaggio disperdendo così anche su lunghe distanze i semi della pianta. Inoltre per merito del pappo (se presente) il vento può trasportare i semi anche a distanza di alcuni chilometri (disseminazione anemocora).

## Distribuzione e habitat
Le specie di questo genere sono distribuite nel Mediterraneo occidentale.

### Specie della zona alpina
Delle 6 specie spontanee della flora italiana solo una vive sull'arco alpino. La tabella seguente mette in evidenza alcuni dati relativi all'habitat, al substrato e alla distribuzione delle specie alpine.
| Specie | Comunità vegetali | Piani vegetazionali | Substrato  | pH     | Livello trofico | H2O   | Ambiente    | Zona alpina |
| --- | ----------------- | ------------------- | ---------- | ------ | --------------- | ----- | ----------- | ----------- |
| Santolina chamaecyparissus | 12                | collinare           | Ca - Ca/Si | basico | basso           | arido | C2 F2 G1 G3 | TO          |
| Legenda e note alla tabella. Substrato: con “Ca/Si” si intendono rocce di carattere intermedio (calcari silicei e simili). Zona alpina: vengono prese in considerazione solo le zone alpine del territorio italiano (sono indicate le sigle delle province). Comunità vegetali: 12 = comunità delle lande di arbusti nani e delle torbiere Ambienti: C2 = rupi; F2 = praterie rase, prati e pascoli dal piano collinare al subalpino; G1 = lande e popolamenti a lavanda; G3 = macchie basse |                   |                     |            |        |                 |       |             |             |

## Sistematica
La famiglia di appartenenza di questa voce (Asteraceae o Compositae, nomen conservandum) probabilmente originaria del Sud America, è la più numerosa del mondo vegetale, comprende oltre 23.000 specie distribuite su 1.535 generi, oppure 22.750 specie e 1.530 generi secondo altre fonti (una delle checklist più aggiornata elenca fino a 1.679 generi). La famiglia attualmente (2021) è divisa in 16 sottofamiglie; la sottofamiglia Asteroideae è una di queste e rappresenta l'evoluzione più recente di tutta la famiglia.

### Filogenesi
Il gruppo di questa voce è descritto nella tribù Anthemideae, una delle 21 tribù della sottofamiglia Asteroideae). In base alle ultime ricerche nella tribù sono stati individuati (provvisoriamente) 4 principali lignaggi (o cladi): "Southern hemisphere grade", "Asian-southern African grade", "Eurasian grade" e "Mediterranean clade". Il genere  Santolina  (insieme alla sottotribù Santolininae  ) è incluso nel Mediterranean clade..
I caratteri distintivi del genere sono:
- l'indumento è assente o formato da peli basifissi;
- a maturità la corolla dei fiori del disco abbraccia l'apice dell'achenio;
- il pericarpo è quasi privo di cellule mucillaginifere.

Il numero cromosomico delle specie di questo genere è: 2n = 18 (specie poliploidi).
In base all'"orologio molecolare", questo genere ha iniziato a divergere circa 5,2 milioni di anni fa.

### Elenco delle specie
Questo genere ha 27 specie:
- Santolina africana Jord. & Fourr.
- Santolina ageratifolia Asso
- Santolina benthamiana Jord. & Fourr.
- Santolina canescens Lag.
- Santolina chamaecyparissus L.
- Santolina corsica Jord. & Fourr.
- Santolina decumbens Mill.
- Santolina elegans Boiss. ex DC.
- Santolina ericoides Poir.
- Santolina etrusca (Lacaita) Marchi & D'Amato
- Santolina impressa Hoffmanns. & Link
- Santolina intricata Jord. & Fourr.
- Santolina ligustica Arrigoni
- Santolina magonica (O.Bolòs, Molin. & P.Monts.) Romo
- Santolina melidensis (Rodr.Oubiña & S.Ortiz) Rodr.Oubiña & S.Ortiz
- Santolina montiberica (Riv.-Guerra) R.Carbajal, L.Sáez, M.Serrano & S.Ortiz
- Santolina neapolitana Jord. & Fourr.
- Santolina oblongifolia Boiss.
- Santolina orocarpetana Riv.-Guerra
- Santolina pectinata Lag.
- Santolina pinnata Viv.
- Santolina rosmarinifolia L.
- Santolina semidentata Hoffmanns. & Link
- Santolina vedranensis (O.Bolòs & Vigo) L.Sáez, M.Serrano, S.Ortiz & R.Carbajal
- Santolina villosa Mill.
- Santolina virens Mill.
- Santolina viscosa Lag.

Alcune specie

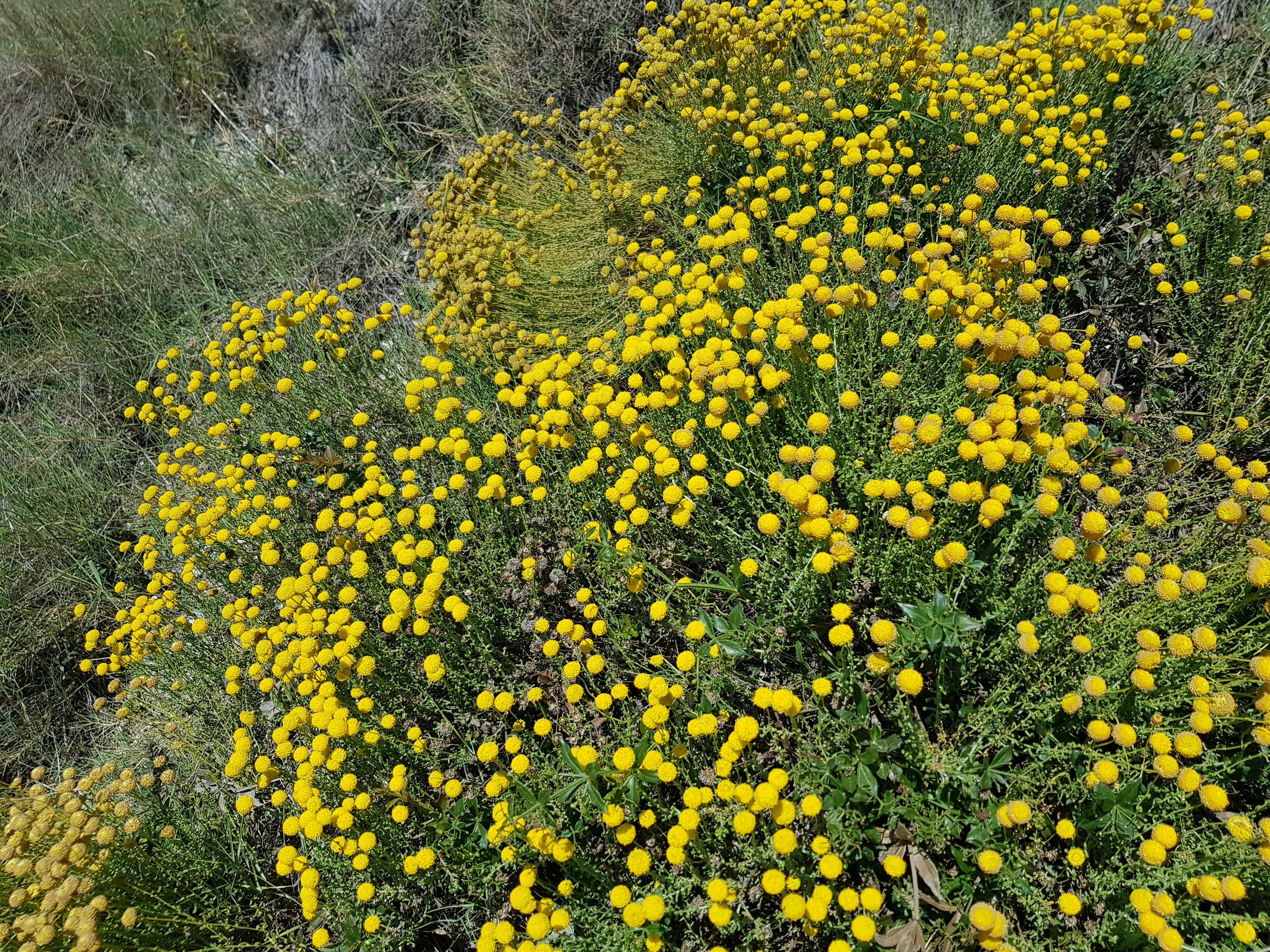
Santolina chamaecyparissus
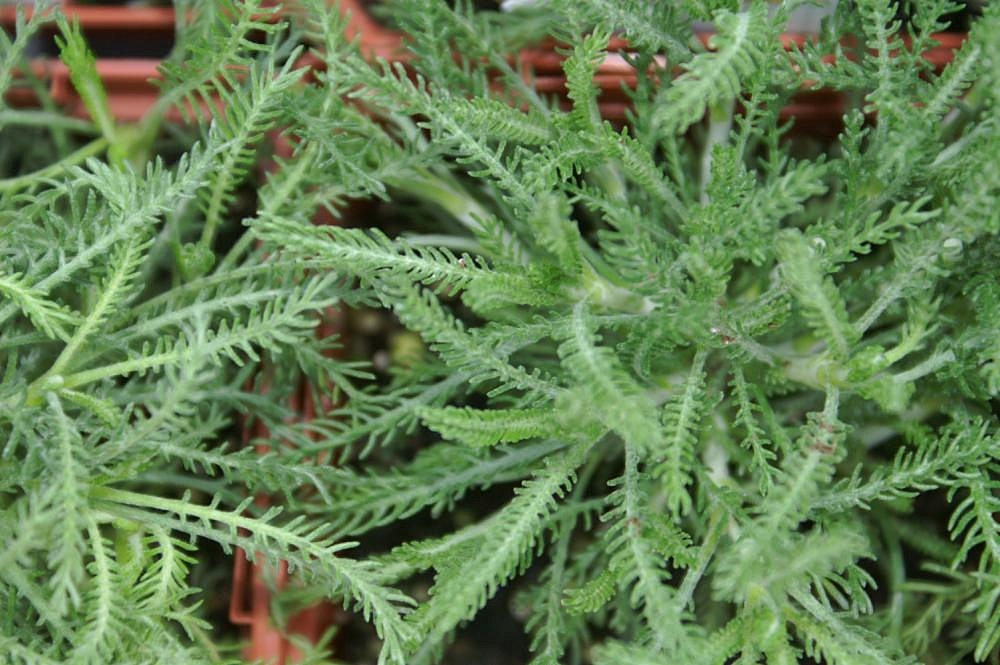
Santolina decumbens
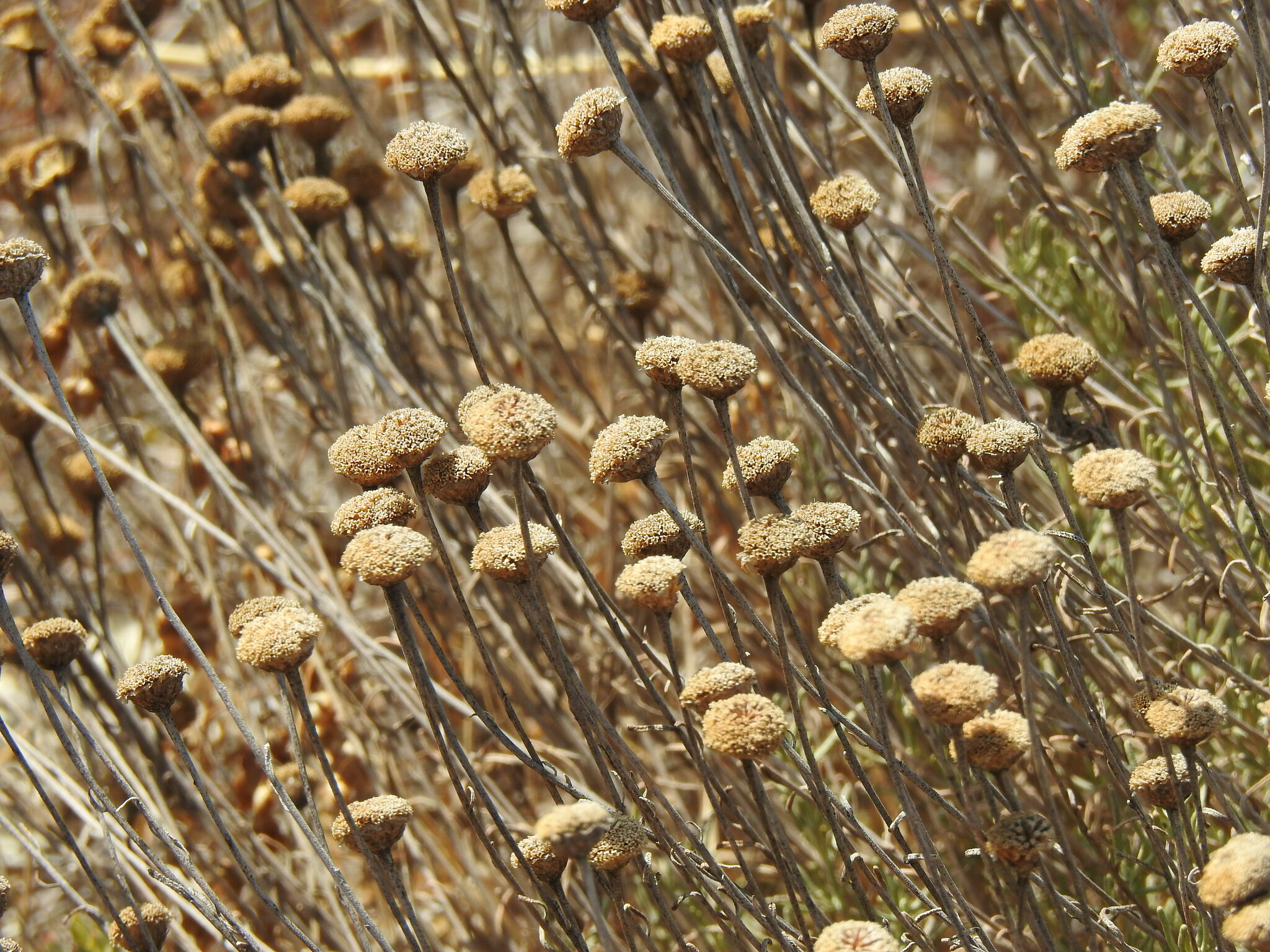
Santolina impressa
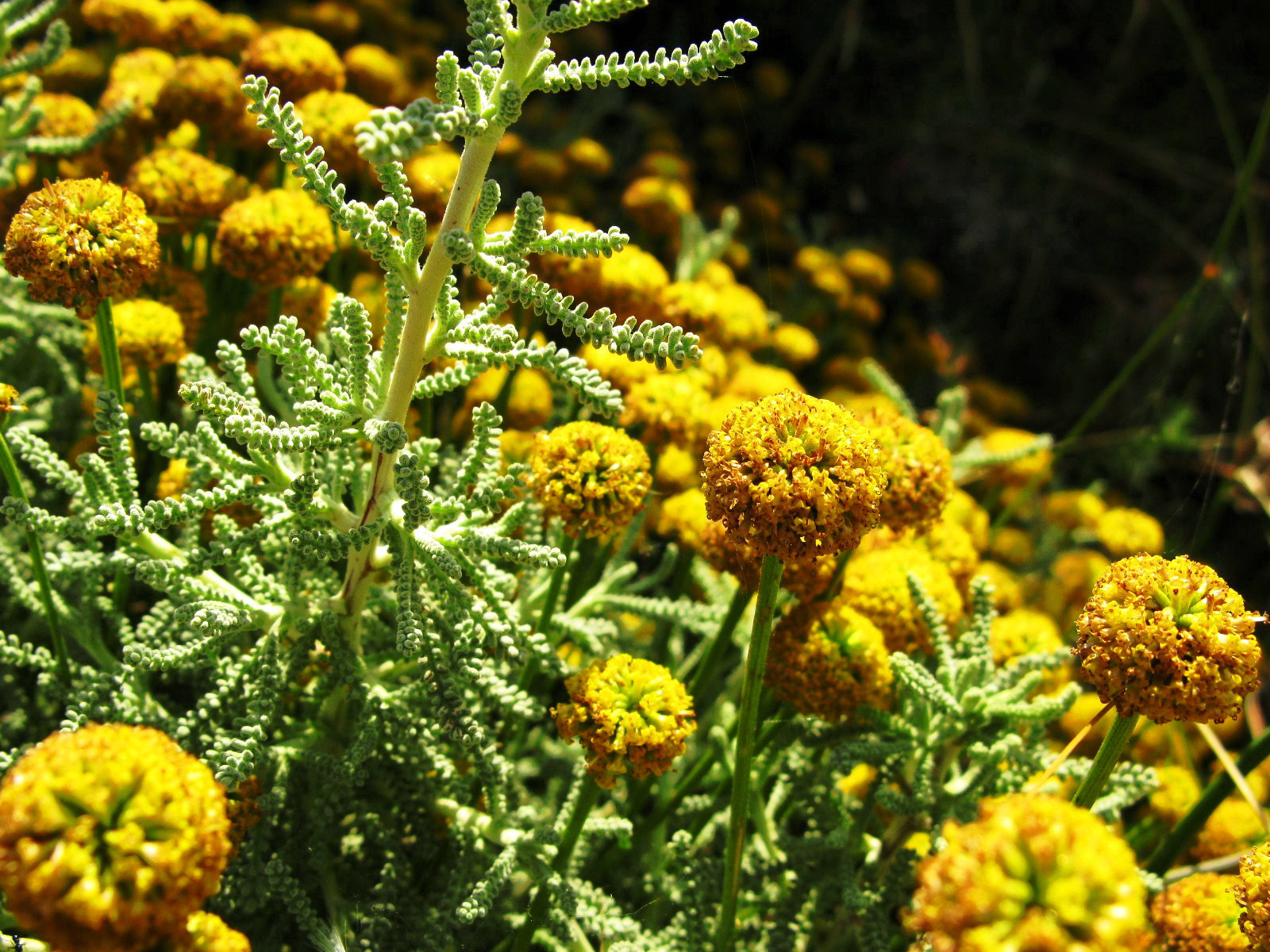
Santolina insularis
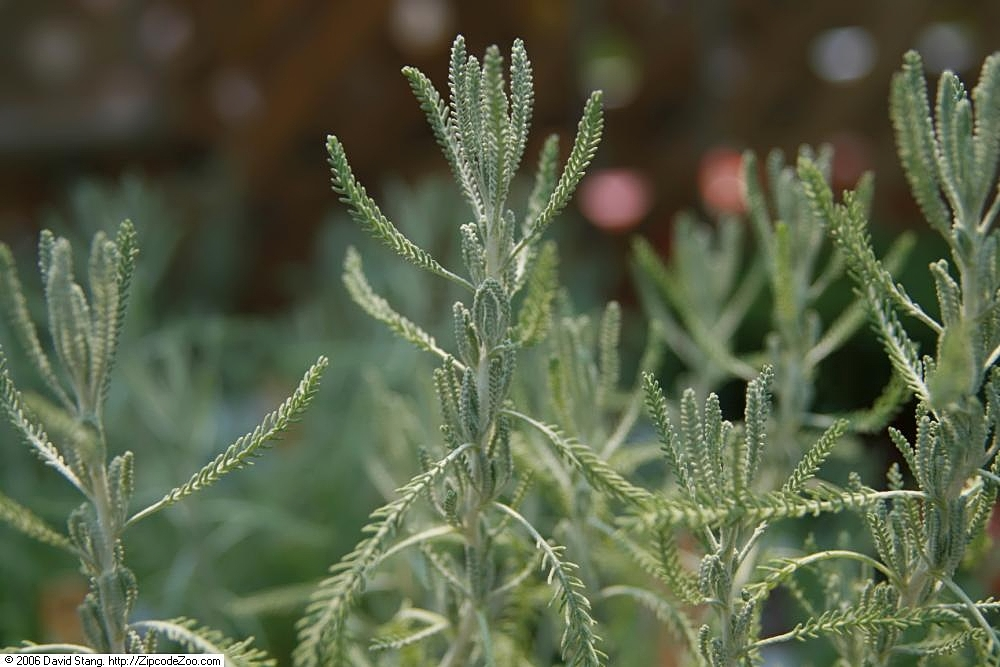
Santolina neapolitana
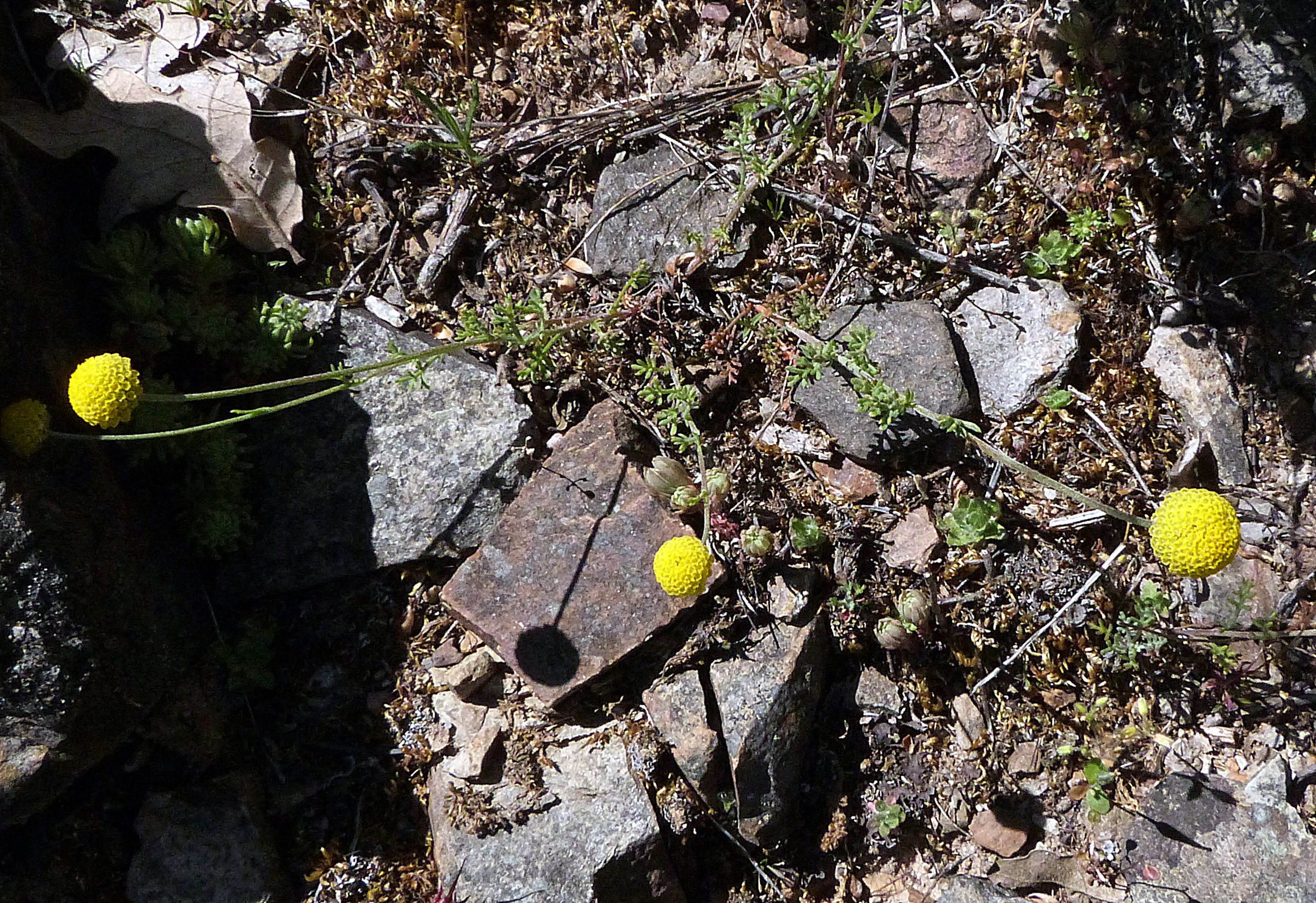
Santolina oblongifolia
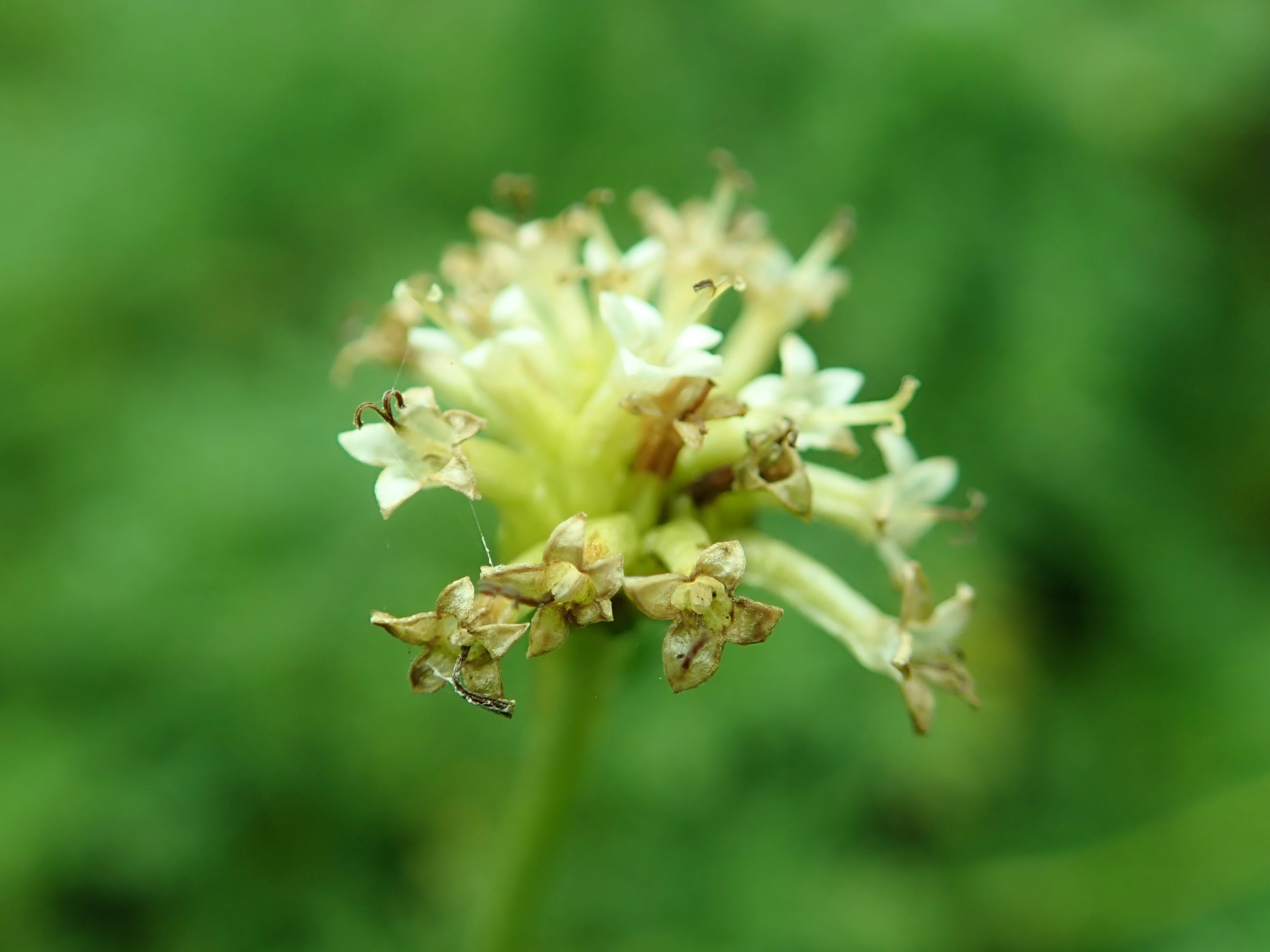
Santolina pinnata
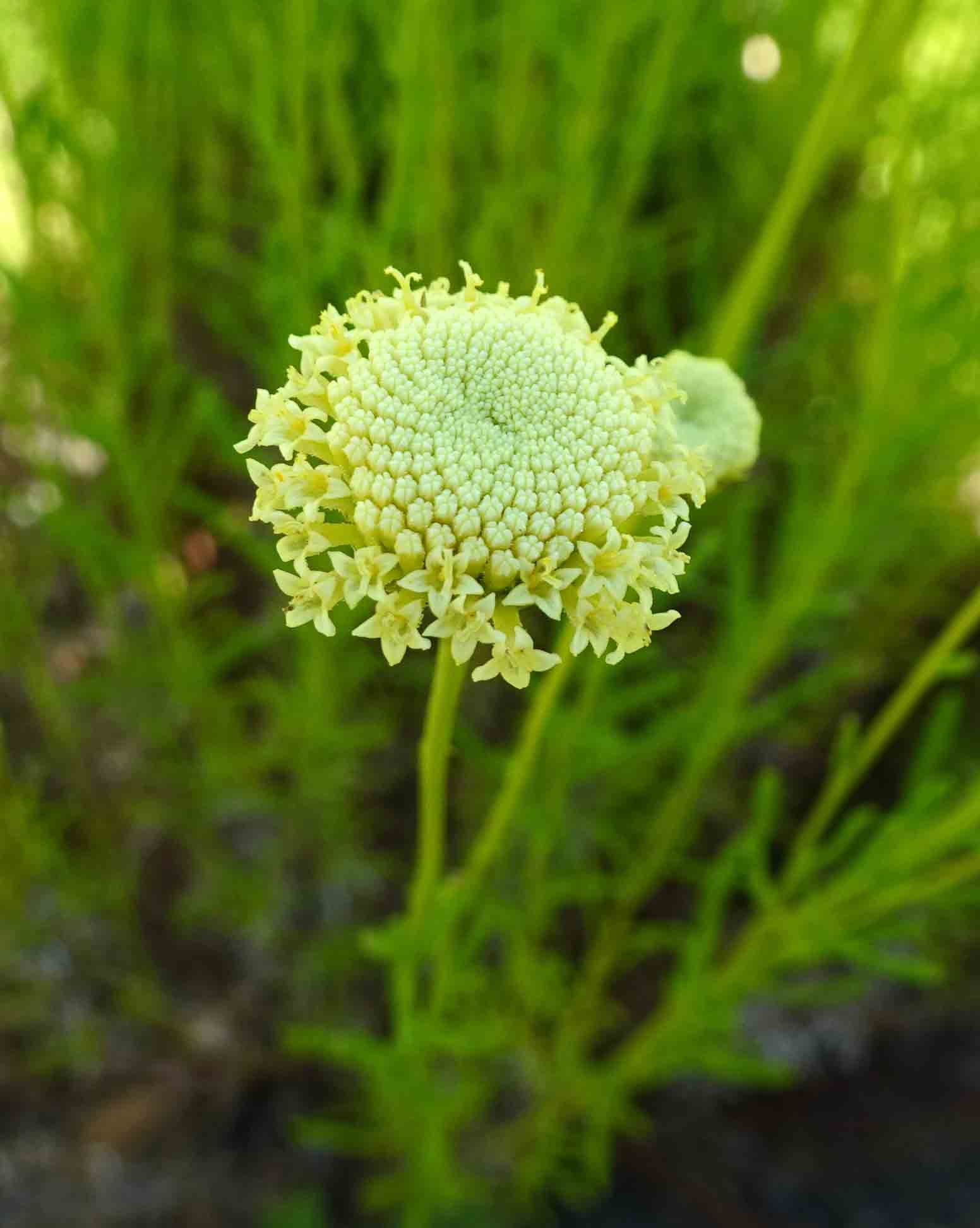
Santolina rosmarinifolia
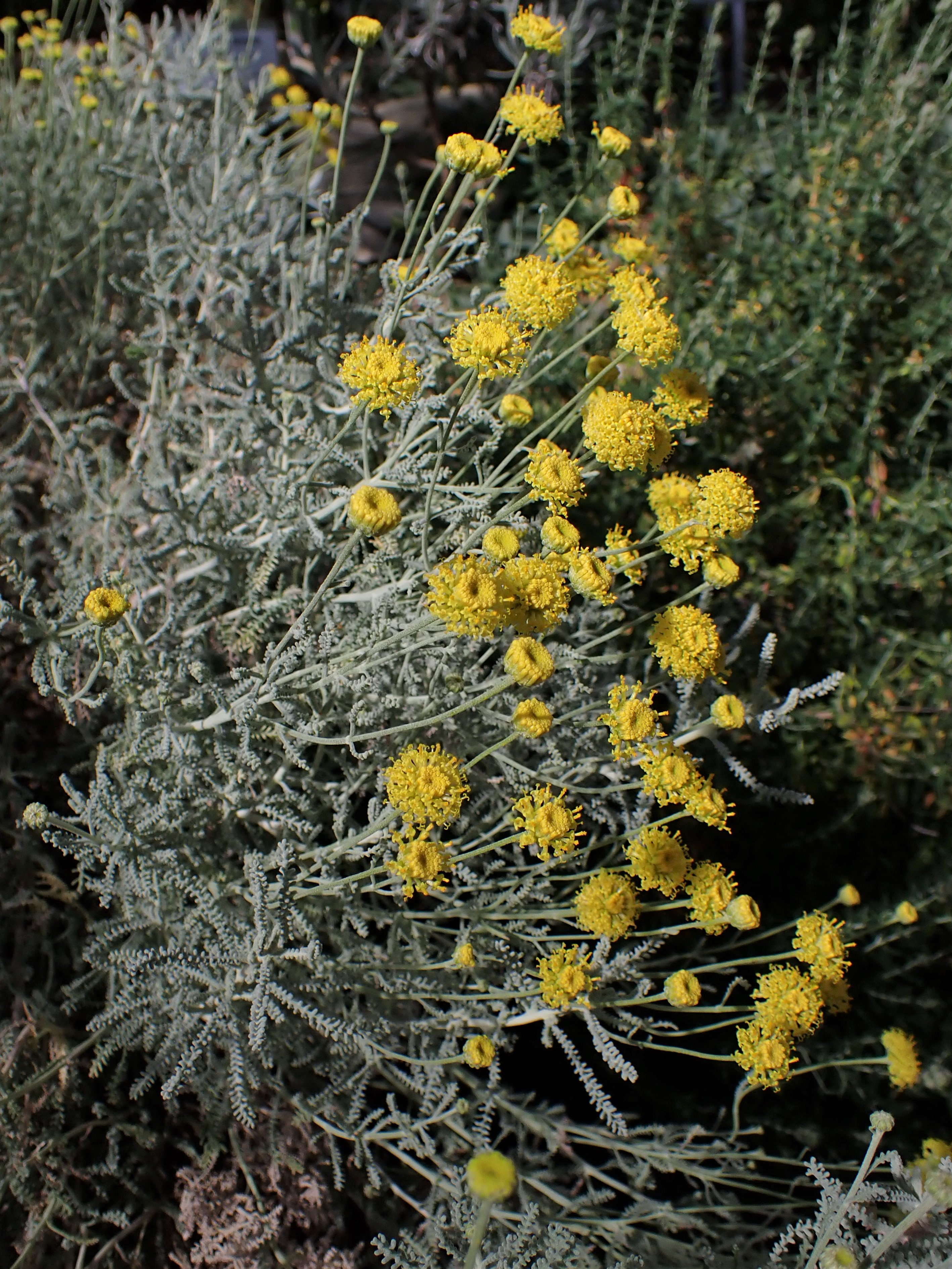
Santolina corsica
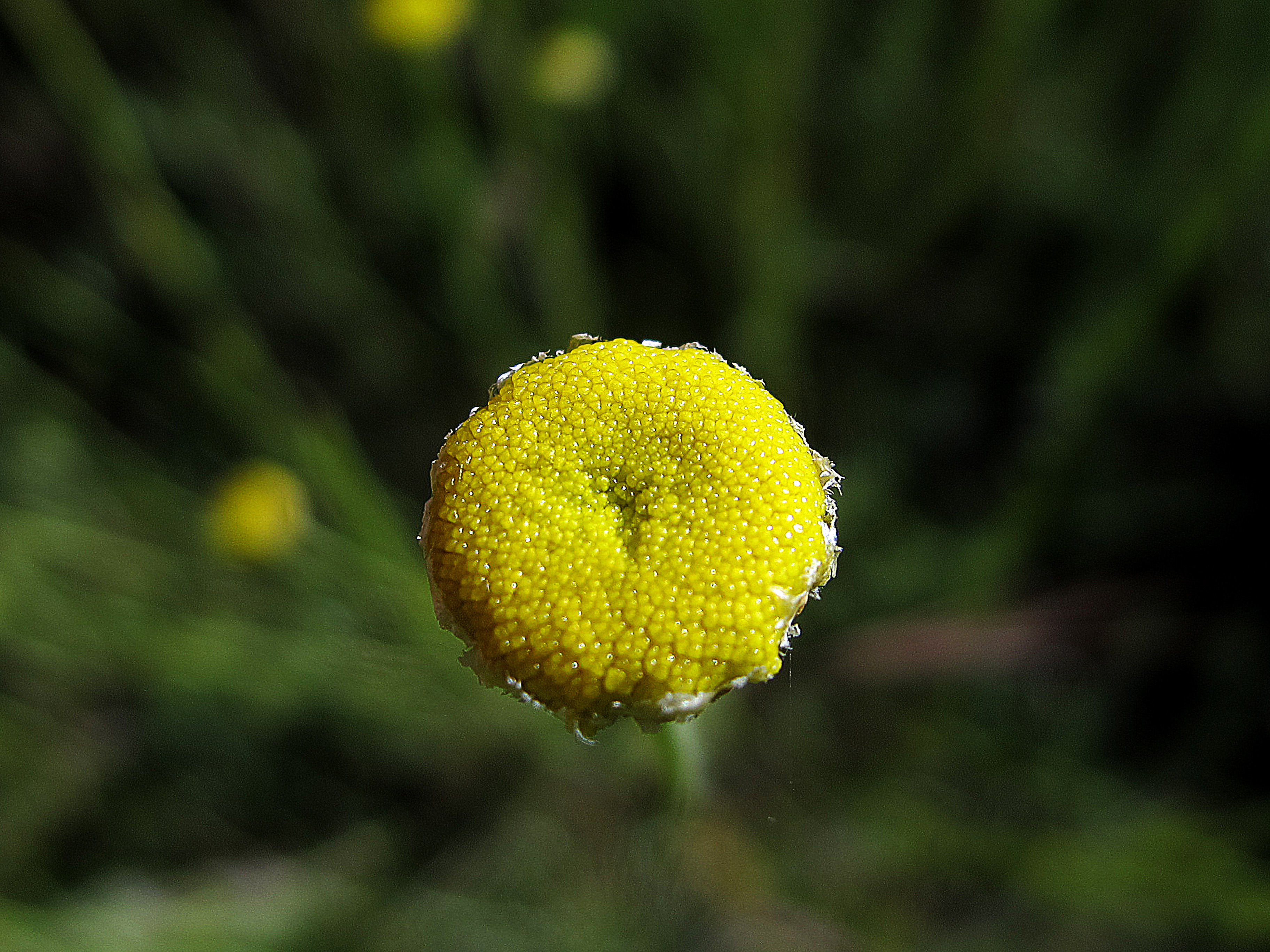
Santolina semidentata
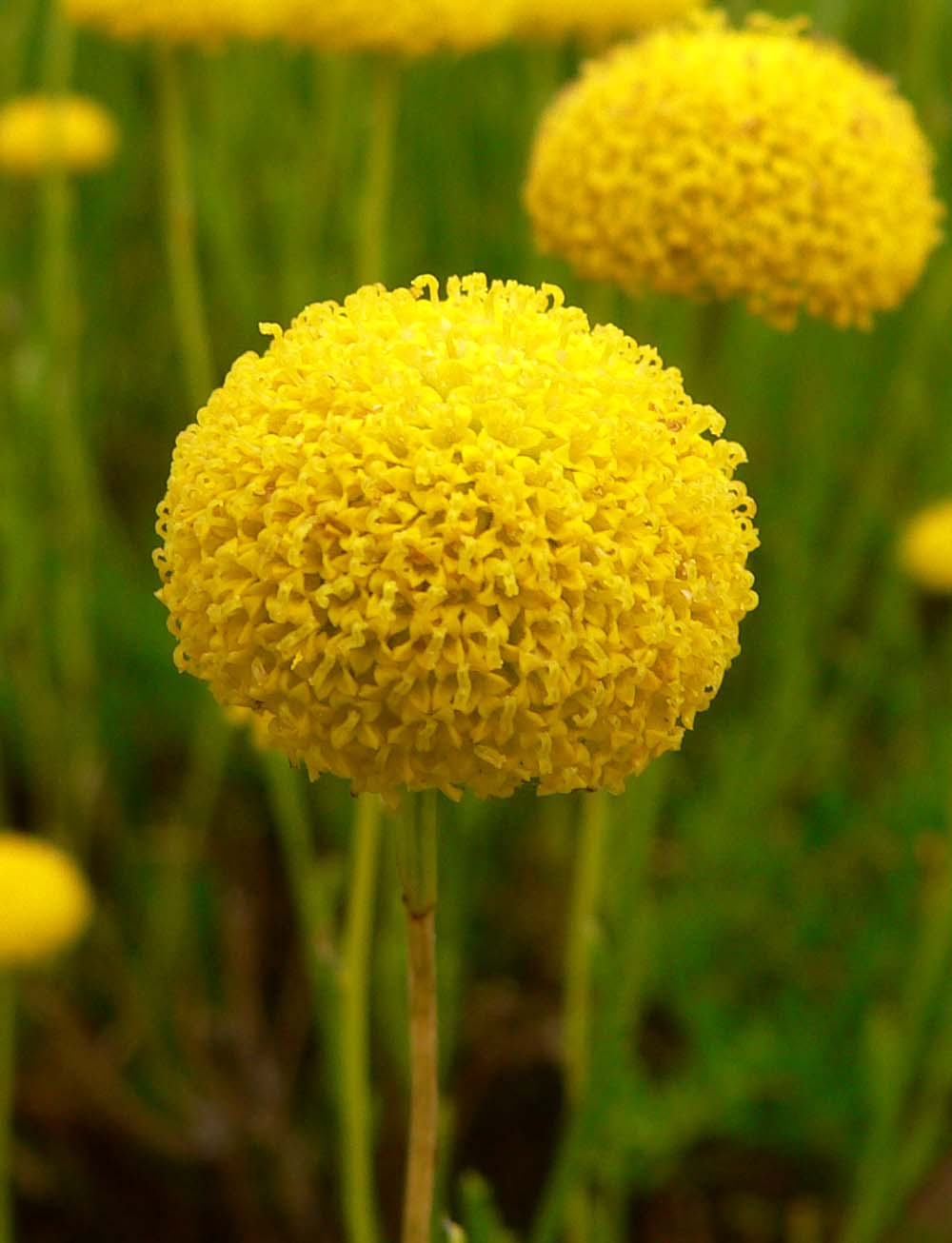
Santolina virens
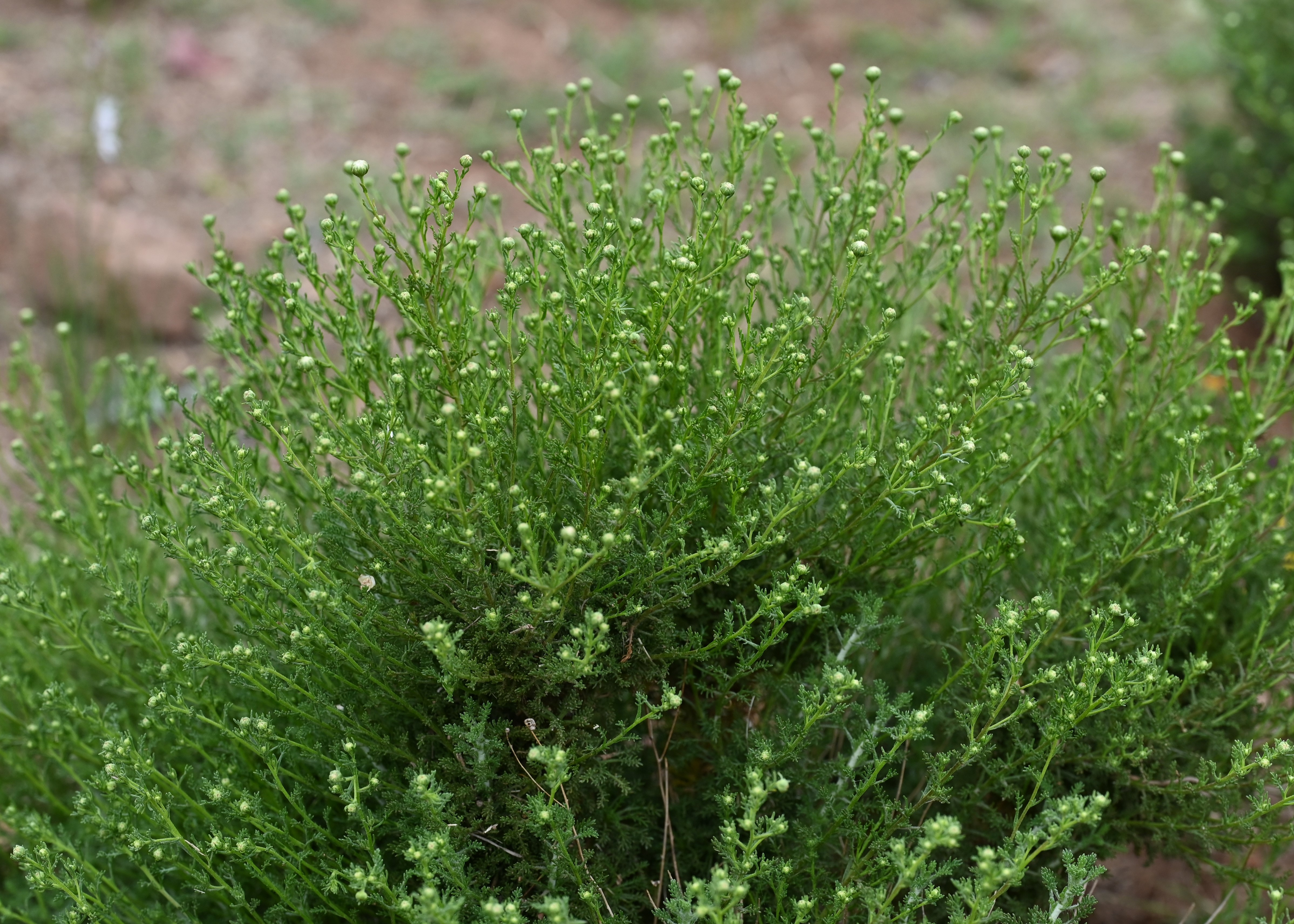
Santolina viscosa

### Specie spontanee italiane
Elenco delle specie presenti in Italia:
- Santolina chamaecyparissus L. - Crespolina di Marchi.
- Santolina corsica Jord. & Fourr. - Crespolina di Corsica.
- Santolina etrusca (Lacaita) Marchi & D'Amato - Crespolina etrusca.
- Santolina ligustica Arrigoni - Crespolina ligure.
- Santolina neapolitana Jord. & Fourr. - Crespolina napoletana.
- Santolina pinnata Viv. - Crespolina apuana.

Nota: nella "Flora d'Italia" la specie S. corsica è indicata come S. insularis (Gennari ex Fiori) Arrigoni, mentre la S. chamaecyparissus è indicata come S. marchii Arrigoni .
Per meglio comprendere ed individuare le specie italiane, l'elenco seguente utilizza in parte il sistema delle chiavi analitiche (vengono cioè indicate solamente quelle caratteristiche utili a distingue una specie dall'altra).
- 1A: le corolle sono bianche;

 Santolina ligustica: l'aspetto della pianta è cinerino-tomentoso; i capolini hanno un diametro di 4-5 mm; l'altezza massima della pianta è di 10 - 60 cm; il ciclo biologico è perenne; la forma biologica è nano-fanerofita (NP) frutice cespugliosa; il tipo corologico è Endemico Ligure; l'habitat tipico sono le radure boschive, le garighe e le rocce costiere; in Italia è una specie molto rara e si trova in Liguria fino ad una quota di 500 m s.l.m..
 Santolina pinnata: l'aspetto della pianta è glabro e privo di foglie nella parte superiore; i capolini hanno un diametro di 5-8 mm; l'altezza massima della pianta è di 10 - 60 cm; il ciclo biologico è perenne; la forma biologica è nano-fanerofita (NP) frutice legnosa alla base; il tipo corologico è Endemico Apuano; l'habitat tipico sono i luoghi assolati, rocciosi su calcare; in Italia si trova nelle Alpi Apuane fino ad una quota compresa tra i 100 e 1800 m s.l.m..
- 1B: le corolle sono gialle;

- 2A: le corolle sono colorate di giallo citrino; i rami hanno una pubescenza giallo-olivastra; le foglie hanno delle lacinie lunghe 1,5-2,5 mm;

 Santolina etrusca: l'altezza massima della pianta è di 10 - 60 cm; il ciclo biologico è perenne; la forma biologica è nano-fanerofita (NP) frutice robusta e legnosa alla base; il tipo corologico è Endemico Sud-Tirreniano; l'habitat tipico sono i prati aridi, i pendii franosi, i greti fluviali e gli incolti; in Italia è una specie rara e si trova al Centro fino ad una quota compresa tra i 100 e 1800 m s.l.m..
- 2B: le corolle sono colorate di giallo-dorato; i rami hanno una pubescenza cinerina;

- 3A: la forma dei capolini è a coppa, sono numerosi e portati da peduncoli poco dilatati all'apice;

 Santolina corsica: le corolle sono ghiandolose e colorate di giallo vivo; le lacinie delle foglie sono brevi e ottuse; le antere sono bianche, ialine; l'altezza massima della pianta è di 10 - 60 cm; il ciclo biologico è perenne; la forma biologica è nano-fanerofita (NP); il tipo corologico è Endemico Sardo-Corsico; l'habitat tipico sono le garighe, le radure delle macchie e i prati montani; in Italia è comune e si trova in Sardegna fino ad una quota compresa tra i 500 e 1800 m s.l.m..
 Santolina neapolitana: le corolle sono colorate di giallo-dorato; le lacinie delle foglie sono sottili; le antere sono gialle; l'altezza massima della pianta è di 10 - 60 cm; il ciclo biologico è perenne; la forma biologica è nano-fanerofita (NP); il tipo corologico è Endemico Tirreniano; l'habitat tipico sono le garighe collinari e i boschi radi; in Italia è rara e si trova al Sud fino ad una quota compresa tra i 100 e 1000 m s.l.m..
- 3B: la forma dei capolini è emisferica con dei ricettacoli convessi, sono pochi e portati da peduncoli ingrossati all'apice;

Santolina chamaecyparissus: la pianta è cinerina a fiori sterili con tubo corollino poco dilatato; le squame sono arrotondate e lanose; l'altezza massima della pianta è di 10 - 60 cm; il ciclo biologico è perenne; la forma biologica è nano-fanerofita (NP); è una specie coltivata e talvolta subspontanea.